# Frank Murphy (Mittelstreckenläufer)
Francis „Frank“ Murphy (* 21. Mai 1947 in Dublin, Irland; † 5. Januar 2017 ebenda) war ein irischer Mittelstreckenläufer, der im 1500-Meter-Lauf seine größten Erfolge erreichte.

## Leben
Während seiner Schulzeit war Murphy irischer Jugendmeister im Cross Country. Er bekam von Jumbo Elliott ein Stipendium für die Villanova University in Philadelphia, Pennsylvania. Mit den Tempoläufen über das ganze Jahr, auch im Winter auf einer Hallen-Holzbahn im Freien, wurde er dreimal amerikanischer Hochschulhallenmeister der NCAA. Er war der erste Ire, der die 800 Meter unter 1:48 min, die 1500 Meter unter 3:40 min und die 5000 Meter unter 14:00 min lief. Bei den Europameisterschaften 1969 gewann er die Silbermedaille über 1500 Meter. Bei den Olympischen Spielen 1968 und 1972 repräsentierte er Irland ebenfalls im 1500-Meter-Lauf. Bei den Leichtathletik-Halleneuropameisterschaften 1970 wurde er ebenfalls Zweiter. Nach Abschluss seines Studiums der Betriebswirtschaft in den USA kehrte er nach Irland zurück und arbeitete in verschiedenen kaufmännischen Berufen. Er litt jahrelang an der Parkinson-Krankheit und starb in einem Pflegeheim. Für seine Verdienste wurde er in die Irische Hall of Fame der Leichtathletik aufgenommen.